# Saint Antoine l’Abbaye
Saint Antoine l’Abbaye község Franciaország Auvergne-Rhône-Alpes régiójában, Isère megyében. Új községként 2015. december 31-én jött létre Dionay és Saint-Antoine-l’Abbaye község egyesítésével. Lakosainak száma 1258 fő (2022. január 1.).

## Népesség
| Lakosok száma | 1155 | 1164 | 1162 | 1197 | 1228 | 1258 |
|               | 2017 | 2018 | 2019 | 2020 | 2021 | 2022 |